# Trou-aux-Biches
Trou-aux-Biches est une ville de la côte nord de l'île Maurice située dans le district de Pamplemousses. Selon le World Travel group, sa plage de sable blanc longue de deux kilomètres est l'une des plus belles de l'île, récompensée par le World's Leading Beach Destination at the World Travel Award en 2011. De nombreuses stations touristiques et hôtels sont situés à proximité de la plage. Depuis Port-Louis, l'autoroute M2 mène en direction de Trou-aux-Biches, située à environ un mille à l'ouest de la fin de la M2. La ville est reliée à l'aéroport par une ligne de bus.
Au XIXe siècle, Trou-aux-Biches est un village de pêcheurs, dont le nom est cité sur la carte de Lislet-Geoffroy de 1807, pendant l'époque de colonisation française de l'île. Plus récemment, Trou-aux-Biches est devenue une petite ville avec des installations commerciales (supermarché, boutiques de tourisme, activités aquatiques) le long de la route B38.
Alors que sur l'île, le tourisme commence en 1952 avec la construction d'un petit hôtel à Curepipe, destiné aux passagers des vols à destination de l'île Maurice, et que l'île obtient son indépendance en 1968, le premier grand hôtel est construit à Trou-aux-Biches en 1971. La ville conserve un air de village et est moins commerciale que Grand Baie. À proximité, se trouve à Triolet le plus grand temple Hindou de l'île, construit en 1857 et situé à proximité d'un golf, de l'aquarium de l'île Maurice a Port-Louis, de la plage de la Pointe-aux-Piments, et d'une zone pour observer le coucher du soleil,.

## Galerie
|                            |
| Entrée de Trou-aux-Biches. |

|                                                                      |
| Myripristis pralinia au large de Trou-aux-Biches, sur l'Île Maurice. |

|        |
| Plage. |

|        |
| Poste. |